# توني لينهارت
توني لينهارت (بالألمانية: Anton Linhart)‏ هو لاعب كرة قدم نمساوي، ولد في 24 يوليو 1942 في ليوبن في النمسا، وتوفي في 12 مايو 2013 في تيمونيوم في الولايات المتحدة. لعب مع نادي فينر.

## مسيرته الكروية
لعب توني لينهارت خلال مسيرته الاحترافية مع ناديين في أحد عشر موسمًا وسجل خلالها 7 أهداف ضمن 195 مباراة. ولم يفز بأي موسم بالكأس أو بالدوري.
خاض توني لينهارت مسيرته مع نادي فينر في موسم 1961–62 ليلعب معه تسعة مواسم، مشاركًا في 151 مباراة سجل خلالها 7 أهداف. ثم انتقل إلى نادي فيرست فيينا في موسم 1970–71 ولمدة موسمين، حيث شارك في 44 مباراة ولم يسجل أي هدف.

## وصلات خارجية
- توني لينهارت على موقع مرجع كرة القدم المحترفة.كوم (الإنجليزية)
- توني لينهارت على موقع قاعدة بيانات كرة القدم.إي يو (الإنجليزية)
- توني لينهارت على موقع ناشيونال فوتبول تيمز (الإنجليزية)
- توني لينهارت على موقع عالم كرة القدم.نت (الإنجليزية)